# Mitrella kentii
Mitrella kentii, jedna od devet vrsta biljaka u rodu Mitrella. Tropska je vrsta penjačica iz kišnih šuma s poluotoka Malaja, Sumatre, Jave, Singapura i Bornea.
Listovi su eliptični do kopljasto eliptični i naizmjenični. Cvjetovi po kedan ili u paru. Plodovi su okrugli, svaki ima po dvije sjemenke. Oprašivanje se vrši kukcima.